# Ludwik Henryk Prentki
Ludwik Henryk Prentki pseud. Adamski, Adam, Bolesław, Jan Ludwik Braun, Damowski (ur. 20 kwietnia 1888 w Łodzi, zm. 3 listopada 1937 w miejscu egzekucji Kommunarka) – działacz komunistyczny, sekretarz Gieorgija Cziczerina, pełnomocnik KC KPP na Górny Śląsk i Zagłębie Dąbrowskie.
Syn żydowskiego kupca Moryca. Od 1903 członek Związku Młodzieży Socjalistycznej (ZMS), a od 1904 SDKPiL. W 1905 krótko studiował w Szwajcarii, jednak na wieść o powstaniu łódzkim w czerwcu 1905 udał się do Berlina, gdzie nawiązał kontakt z przywódcami SDKPiL – Różą Luksemburg i Leonem Jogichesem, którzy skierowali go do Łodzi. Działał tam w dzielnicowym zarządzie SDKPiL. Członek Łódzkiej Drużyny Bojowej SDKPiL. Od końca 1906 studiował na politechnice najpierw w Zurychu, potem w Liège. Jako sekretarz sekcji SDKPiL w Liège wstąpił też do Belgijskiej Partii Robotniczej, w której w 1912 był delegatem na zjazd. W grudniu 1912 brał udział w zjeździe Stowarzyszenia Polskiej Młodzieży Postępowej „Spójnia” w Paryżu. 1914-1916 internowany w Niemczech, w 1916 wrócił do kraju. Członek Komitetu Łódzkiego (KŁ) SDKPiL i organizator związków zawodowych. W listopadzie 1918 współorganizował Łódzką Radę Delegatów Robotniczych, której został członkiem.
16 grudnia 1918 brał udział w I Założycielskim Zjeździe Komunistycznej Partii Robotniczej Polski. W maju 1920 aresztowany, więziony w Cytadeli Warszawskiej, następnie w forcie Mydlniki pod Krakowem i na Pawiaku w Warszawie. Skazany w lipcu 1921 na kilka lat ciężkich robót, w wyniku wymiany więźniów politycznych z Rosją Sowiecką wyjechał we wrześniu 1921 do Moskwy. Był tam osobistym sekretarzem komisarza ludowego spraw zagranicznych Rosyjskiej SFRR Georgija Cziczerina, później sekretarzem Kolegium Komisariatu. Członek Biura Polskiego KC Rosyjskiej Komunistycznej Partii (bolszewików) (RKP(b)).  W styczniu 1924 powrócił nielegalnie do Polski, a w lutym, wspólnie z Henrykiem Steinem-Domskim, Julianem Leszczyńskim-Leńskim i Zofią Unszlicht-Osińską, ogłosił tezy tzw. czwórki berlińskiej O kryzysie w KPRP i najbliższych zadaniach partii. Należał do ultralewicowych działaczy KPRP/KPP. Latem 1924 został pełnomocnikiem KC KPRP na teren Górnego Śląska i Zagłębia Dąbrowskiego. Od listopada 1924 do lutego 1926 więziony, następnie ponownie w ramach wymiany więźniów politycznych wyjechał do ZSRR, gdzie działał w WKP(b). Członek Stowarzyszenia Starych Bolszewików.
W okresie „wielkiej czystki”, 22 lipca 1937 został aresztowany przez NKWD. 3 listopada 1937 skazany na śmierć przez Kolegium Wojskowe Sądu Najwyższego ZSRR z zarzutu udziału w organizacji szpiegowsko-terrorystycznej. Stracony tego samego dnia w miejscu egzekucji Kommunarka, pochowany anonimowo.
Zrehabilitowany 18 sierpnia 1956 postanowieniem Kolegium Wojskowego SN ZSRR.